# Clusia laxiflora
Clusia laxiflora är en tvåhjärtbladig växtart som först beskrevs av Poeppig, och fick sitt nu gällande namn av Planchon och Triana. Clusia laxiflora ingår i släktet Clusia och familjen Clusiaceae. Inga underarter finns listade i Catalogue of Life.